# Ítalo Galleani
Ítalo Galleani Apablaza (Santiago, 9 de mayo de 1973) es un director de telenovelas chileno. Entre sus más exitosos trabajos se encuentran las telenovelas Brujas, Papi Ricky, Lola y Aquí mando yo.

## Carrera
Obtuvo su primer trabajo relacionado con las teleseries en el Área Dramática de TVN, como asistente de producción de Vicente Sabatini. Más adelante comenzó a trabajar como director de segunda unidad hasta el 2003. En 2005 es contratado por el Área Dramática de Canal 13 a cargo de Verónica Saquel, debutando como director de la exitosa telenovela Brujas. En los años siguientes, dirigió otros éxitos, entre ellos, Papi Ricky (2007) y Lola  (2008).

## Televisión
| Año  | Título                  | Cargo                  | Medio               |
| ---- | ----------------------- | ---------------------- | ------------------- |
| 1995 | Estúpido Cupido         | Asistente de productor | Televisión Nacional |
| 1996 | Sucupira                | Asistente de productor | Televisión Nacional |
| 1997 | Oro Verde               | Asistente de productor | Televisión Nacional |
| 1998 | Iorana                  | Asistente de productor | Televisión Nacional |
| 1999 | La Fiera                | Asistente de productor | Televisión Nacional |
| 2000 | Romané                  | Asistente de director  | Televisión Nacional |
| 2001 | Pampa Ilusión           | Asistente de director  | Televisión Nacional |
| 2002 | El Circo de las Montini | Asistente de director  | Televisión Nacional |
| 2003 | Puertas Adentro         | Asistente de director  | Televisión Nacional |
| 2004 | Los Pincheira           | Asistente de director  | Televisión Nacional |
| 2005 | Brujas                  | Director               | Canal 13            |
| 2006 | Descarado               | Director               | Canal 13            |
| 2007 | Dinastía Sá Sa          | Director               | Canal 13            |
| 2007 | Papi Ricky              | Director general       | Canal 13            |
| 2008 | Lola                    | Director general       | Canal 13            |
| 2009 | Cuenta Conmigo          | Director general       | Canal 13            |
| 2010 | 40 y tantos             | Director general       | Televisión Nacional |
| 2011 | Aquí mando yo           | Director general       | Televisión Nacional |
| 2012 | Separados               | Director general       | Televisión Nacional |
| 2013 | Chico Reality           | Director general       | Mega                |
| 2014 | No abras la puerta      | Director general       | Televisión Nacional |
| 2015 | Matriarcas              | Director general       | Televisión Nacional |
| 2016 | El Camionero            | Director general       | Televisión Nacional |